# U Caeli
U Caeli är en pulserande variabel av RR Lyrae-typ (RRAB/BL)i stjärnbilden Gravstickeln. 
Stjärnan varierar i visuell magnitud mellan +11,434 och 12,897 med en period av 0,4197835 dygn eller 10,07480 timmar. RR Lyrae-stjärnornas period varierar mellan 0,2 och 1,2 dygn med ett medianvärde på 0,5 dygn. U Caeli ligger sålunda strax under medianvärdet.